# Thuringothyris
Thuringothyris es un género extinto de eureptiles del Permio temprano conocido del bosque de Turingia en Alemania central.

## Descripción
Thuringothyris se conoce a partir del holograma MNG 7729, esqueleto articular bien preservado y esqueleto postcraneal parcial, y de los especímenes referidos MNG 10652, cráneo mal preservado y columna vertebral parcial, MNG 10647, restos craneales y postcraneales desarticulados de al menos cuatro individuos, MNG 10183, cráneo ligeramente machacado y esqueleto postcraneal parcial y MNG 11191, cráneo mal preservado y extremidades parciales.  Todos los especímenes fueron recogidos del miembro de Tambach-Sandstein, la parte más alta de la formación de Tambach , datando a la etapa de Artinskian de la serie Cisuraliana última (o alternativamente superior Rotliegend ), hace aproximadamente 284-279.5 millones de años .  Fueron encontrados en la cantera de Bromacker , la parte media del bosque de Turingia, cerca de la pequeña ciudad de Tambach-Dietharz .  
Thuringothyris fue pensado originalmente para ser protorothyridid .  Una redescripción de todos los especímenes Thuringothyris conocidos por Johannes Müller, David S. Berman, Amy C. Henrici, Thomas Martens y Stuart S. Sumida en 2006 sugirió que es un taxón hermano de Captorhinidae.   Un estudio phylogenic noval de relaciones primitivas del reptil por Müller y Reisz en 2006 recuperó Thuringothyris como taxon de la hermana de los Captorhinidae.   Los mismos resultados se obtuvieron en posteriores análisis filogenéticos.

## Etimología
Thuringothyris fue nombrado por primera vez por Jürgen A. Boy y Thomas Martens en 1991 y la especie de tipo Thuringothyris mahlendorffae .  El nombre genérico se nombra después de su lugar de búsqueda Turingia .  El nombre específico honra Ursula R. Mahlendorf.
- Datos: Q3177978